# Miles M.20
Die Miles M.20 war ein britisches Jagdflugzeug des Herstellers Miles Aircraft im Zweiten Weltkrieg. Der Jäger war für eine einfache Fertigung konstruiert. Das bedeutete z. B. festes Fahrwerk, keine Hydraulikbauteile und die Verwendung von  Standardbauteilen anderer Miles-Flugzeuge, sowie die weitgehende Verwendung von Holz. Die Flugleistungen sollten trotzdem konkurrenzfähig sein. Die M.20 wurde in 67 Tagen konstruiert, gebaut und geflogen. Der Erstflug erfolgte am 14. oder 15. September 1940.
Die Miles M.20 war ca. 800–1000 kg schwerer als die Bf 109 und die Supermarine Spitfire und trotz des Einsatzes eines Flugmotors mit Zweigang-Lader langsamer als diese beiden Flugzeugtypen, die nur über einen Eingang-Lader verfügten. Die Flugleistungen der M.20 blieben deutlich hinter den Erwartungen zurück und die Miles M.20 ging nicht in die Serienfertigung.

## Technische Daten

Dreiseitenriss Miles M.20

| Kenngröße             | Daten                                             |
| --------------------- | ------------------------------------------------- |
| Besatzung             | 1                                                 |
| Länge                 | 9,35 m                                            |
| Spannweite            | 10,54 m                                           |
| Höhe                  | 3,81 m                                            |
| Streckung             | 5,1                                               |
| Flügelfläche          | 21,7 m²                                           |
| max. Startmasse       | 3.629 kg                                          |
| Höchstgeschwindigkeit | 536 km/h in 6200 m Höhe                           |
| Marschgeschwindigkeit | 338 km/h in 6100 m Höhe                           |
| Dienstgipfelhöhe      | 9970 m                                            |
| Steigleistung         | 700 m/min auf Seehöhe                             |
| Reichweite            | 1930 km                                           |
| Triebwerke            | 1 × Rolls-Royce Merlin XX mit 1.460 PS (1.074 kW) |
| Bewaffnung            | 8 × 7,7-mm-MGs                                    |